# Leptostylus gnomus
Leptostylus gnomus är en skalbaggsart som beskrevs av Monné och Hoffmann 1981. Leptostylus gnomus ingår i släktet Leptostylus och familjen långhorningar.
Artens utbredningsområde är Paraguay. Inga underarter finns listade i Catalogue of Life.